# Texas Instruments TI-99/4A

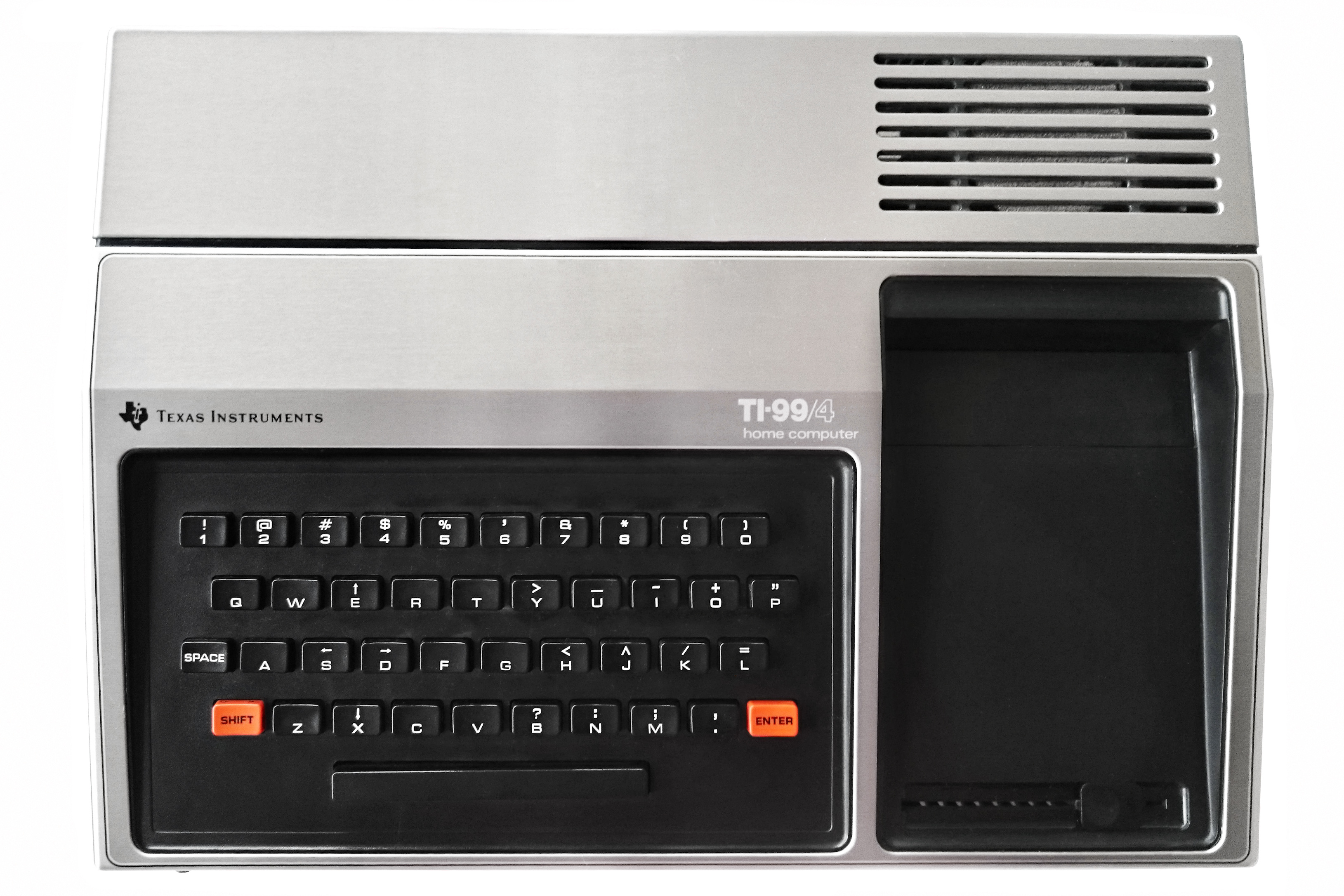
TI-99/4

Texas Instruments TI-99/4A var en tidig hemdator som släpptes i juni 1981, då till ett pris av $525 amerikanska dollar. 
Modellen TI-99/4 var den första hemdatorn med 16-bitars processor och lanserades av Texas Instruments 1979, men redan 1981 ersattes den av TI-99/4A som i stort sett var samma maskin med ett nytt tangentbord. Modellerna hade 16 KiB RAM-minne och processorn TI TMS9900 med en klockfrekvens på 3 MHz.
Datorn använder Texas Instruments processor TI TMS9900, en mikroprocessor som i princip implementerade instruktionsrepertoaren hos Texas Instruments minidator TM 990. En av anledningarna till att Texas Instruments konstruerade datorn var att de behövde kunder till processorn. Genom att sälja egna datorer så fick de också en marknad för processorn. Det var dock inte ursprungligen tänkt att använda den stora TMS 9900, utan en enklare TMS 9980, men den blev inte färdig i tid.
Trots att datorn har en 16-bitars processor finns bara ROM:et och 256 bytes "scratchpad" RAM tillgängliga på minnesbussen. Detta 256 bytes stora minne används för processorregister. Det 16 KB primärminne som TI-99/4A hade var anslutet till grafikprocessorn TMS9918A (TMS 9929 för datorer avsedda för TV-systemet PAL), och var alltså egentligen inte något primärminne, utan grafikminne. CPU:n fick tillgång till detta minne via en port på videoprocessorn. Anledningen till den här konstruktionen var att TMS9900 var konstruerad till att använda RAM-minnet för lagring av interna register. Detta krävde ett snabbt, statiskt och för tiden mycket dyrt RAM-minne. För att hålla nere kostnaderna fick TI-99/4A därför bara 256 bytes snabbt minne samt det långsammare minnet som underhölls av grafikkretsen. Den processor som datorn egentligen skulle haft har en åtta bitars databuss, men arbetar internt med 16 bitar. Med det i åtanke, och det faktum att TI integrerade tillräckligt med minne inuti dessa processorer för att det skulle räcka till processorregister och en del annat, ser arkitekturen på datorn inte så märklig ut. Konstigheterna kommer sig alltså av att man blev tvungen att tvinga in den större TMS 9900 i den ursprungliga konstruktionen. Den här minneskonfigurationen gjorde maskinen långsammare än vad den använda processorn egentligen möjliggör. Till råga på detta var det inte enbart videominnet som inte utnyttjade processorns kapacitet. Hela expansionsboxen utnyttjar en åtta bitar bred databuss. Normalt sett använder en TMS 9900 två klockcykler för en minnesaccess, men då datorn försetts med en multiplexer, som omvandlar processorns 16-bitars buss till expansionens 8-bitars, måste alla minnesaccesser ske i två steg. Ovanpå detta läggs en wait-state på varje access, så att det totalt sett går åt sex klockcykler, i stället för två, för en minnesaccess. En populär modifikation bland entusiaster var att senare montera snabbt statiskt minne direkt ovanpå ROM-kretsarna, så kallad piggy-back-montering, för att få 32 KB "äkta" minnesexpansion. Med några extra kretsar kan man också få möjligheten att koppla in 64 KB minne, ett minne som då upptar hela processorns adressrymd genom att ligga ovanpå maskinens eget minne ("shadowing").
Datorn använde i stor utsträckning spelkassett eller tillbehörslådor med spel och program som monterades i en av maskinens portuttag, men användaren hade även möjlighet att använda kassettbandspelare för att spara egna alster. Fördelen med spelkassetter var att det var väldigt enkelt att hantera för användaren, men tillverkaren passade även på att använda ett hårdvarulås. Det gjorde att tredjepartstillverkare tvingades att köpa ett speciellt chip från Texas Instruments för att kunna göra egna kassetter. Det gjorde att intresset att utveckla spel för maskinen blev svagt och användarna var hänvisade till det utbud som tillverkaren själv tog fram.
För att bygga ut systemet fanns en expansionsbox, i vilken det fanns plats för sju tillbehörskort och en floppy disk (eller två, om man byggde om boxen för att kunna montera halvhöjdsdrivverk). Teac FD-55B fungerade exempelvis utmärkt till detta, och gav då också dubbelsidig lagring.
Det gick också att sätta i minnesexpansion, serie- och parallellinterface, olika styrkort till skivminnet (enkel/dubbel densitet), p-kodskort med operativsystemet U.C.S.D, p-system IV.0, Z80-kort med CP/M, RAM-diskar och diverse andra tillbehör.
Modellerna konkurrerade från början med Commodore 64, men då Commodore tack vare en enklare konstruktion lyckades dumpa sina priser hade Texas Instruments hemdator, som redan då var dyr att tillverka, ingen chans att konkurrera. Texas Instruments lade ner all hemdatortillverkning bara ett par år efter lanseringen av TI-99/4A och har inte sedan dess inriktat sig på hemdatormarknaden. Modeller som företaget redan hade i planerna blev därför aldrig serietillverkade.